# Национальная академия природоохранного и курортного строительства
Национальная академия природоохранного и курортного строительства (укр. Національна академія природоохоронного та курортного будівництва) — высшее учебное заведение существовавшее в 1990—2014 годах. Вошла в состав Крымского федерального университета имени В. И. Вернадского, как Академия строительства и архитектуры КФУ.

## История
В марте 1959 года в Симферополе был создан учебно-консультативный пункт Одесского технологического института пищевой и холодильной промышленности. В октябрь 1960 года был образован Симферопольский общетехнический факультет (СОТФ).
Деканом СОТФ с октября 1962 по июль 1967 года был Михеев Николай Кузьмич, кандидат экономических наук, доцент. В Февраля 1964 года СОТФ в составе Севастопольского приборостроительного института. В мае 1966 года СОТФ был преобразован в Симферопольский филиал Севастопольского приборостроительного института (СФ СПИ) с вечерним и общетехническим факультетами (приказ МВССО УССР № 323 от 26.05.1966 г.). В августе 1966 года созданный при Севастопольском приборостроительном институте инженерно-строительный факультет был передан СФ СПИ с дневной, вечерней и заочной формами обучения (приказ МВССО УССР № 561 от 19.08.1966 г.).
Директор СФ СПИ с марта 1967 г. по Сентябрь 1969 г. Молчанов Олег Иванович, кандидат технических наук, доцент .
Сентябрь 1969 г. − Апрель 1973 г. Слепцов Владимир Дмитриевич, кандидат технических наук, доцент − директор СФ СПИ.
Апрель 1973 г. − Август 1996 г. Трощеновский Анатолий Павлович, кандидат технических наук, доцент − директор СФ СПИ, а с 1982 г. — директор Симферопольского филиала Днепропетровского инженерно-строительного института (СФ ДИСИ).
В феврале 1982 года Симферопольский филиал Севастопольского приборостроительного института был передан Днепропетровскому инженерно-строительному институту (приказ МВССО УССР № 48 от 08.02.1982 г.).
Сентябрь 1990 г. Постановлением Совета Министров от 26.09.1990 г. № 291 на базе СФ ДИСИ создан Крымский институт природоохранного и курортного строительства (КИПКС).
Октябрь 1996 г. − Июнь 2003 г. Закусилов Николай Александрович, кандидат экономических наук, профессор − ректор КИПКС, а с декабря 1999 г. − ректор Крымской академии природоохранного и курортного строительства (КАПКС).
Декабрь 1999 г. Постановлением Кабинета Министров Украины от 21.12.1999 г. № 2365 создана Крымская академия природоохранного и курортного строительства (КАПКС).
В августе 2004 года Указом президента Украины от 21.08.2004 г. Крымской академии природоохранного и курортного строительства был присвоен статус Национальной.
С июня 2003 г. по настоящее время. Федоркин Сергей Иванович, доктор технических наук, профессор − ректор Национальной академии природоохранного и курортного строительства (НАПКС).
4 августа 2014 года в ходе реорганизации крымского высшего образования вошла в состав Крымского федерального университета имени В. И. Вернадского.

## Структура академии на 2014 год
Факультеты:
- Архитектурно-строительный факультет;
- Факультет водных ресурсов и энергетики;
- Факультет экономики и менеджмента;
- Факультет переподготовки кадров и повышения квалификации;

центры :
- Довузовской подготовки (подготовительные курсы);
- По работе с иностранными гражданами;
- Переподготовки специалистов (второе высшее образование);

В составе Академии функционировали:
- Учебно-научно-производственный проектный институт "Консоль" и учебно-научно-производственный комплекс »«Академия»;
- Научно-исследовательская часть, в состав которой входил Научно-производственный комплекс с аттестованными научными лабораториями «Академия».